# Водопроводная улица (Тюмень)
Водопроводная улица (в 1936—1939 годах носила имя Павлика Морозова) — улица в Центральном административном округе города Тюмени.

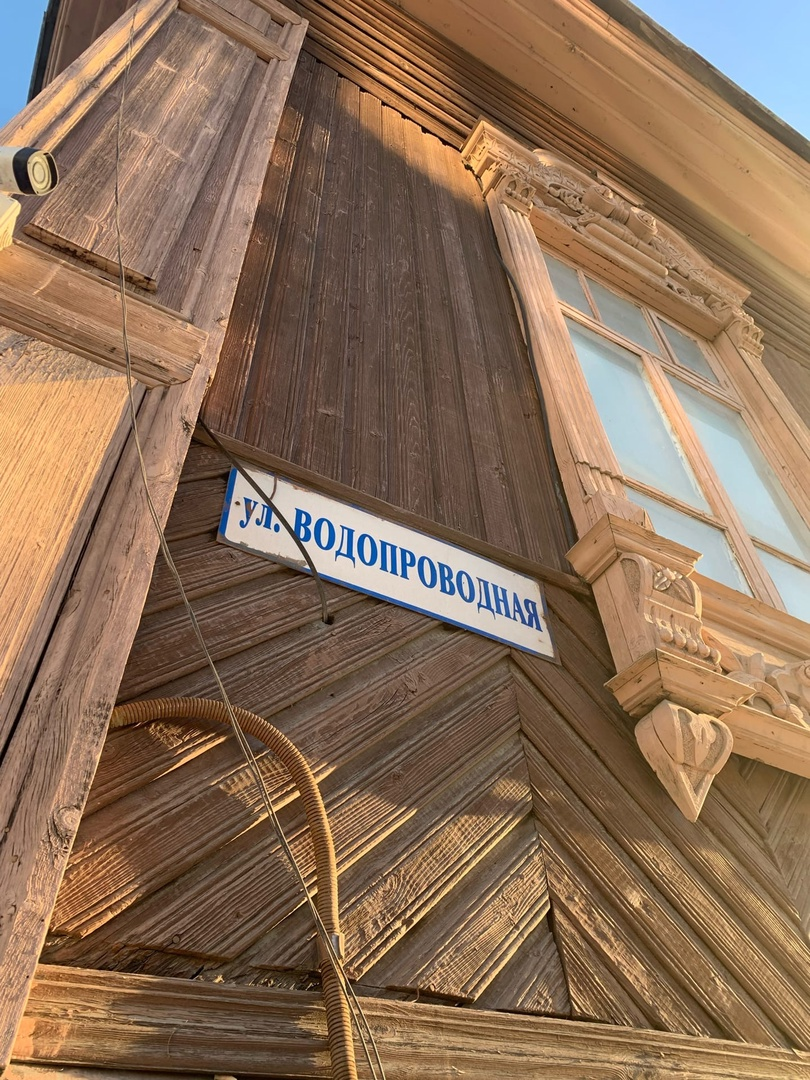
Указатель улицы

## История улицы
За свою многолетнюю историю Тюмень перестраивалась несколько раз, всему виной были бесчисленные пожары. Потушить разбушевавшееся пламя с помощью примитивного способа доставки воды было невозможно. Улицы, застроенные деревянными домами, выгорали полностью. Череда пожаров в середине XIX века заставила городские власти задуматься о необходимости строительства хозяйственно противопожарного водопровода.
Инициатива постройки принадлежит городскому главе Прокопию Ивановичу Подаруеву, занимавшему эту должность в 1870—1873 и 1877—1885 гг. Тюменскому водопроводу суждено было стать первым подобным сооружением в Сибири. Водопроводная получила своё название неспроста. Именно по ней проходила первая водопроводная магистраль, да и сами сооружения первой в Сибири водокачки были построены на берегу реки Тура, как раз в том месте, откуда берёт своё начало Водопроводная улица.
Водопроводная улица в начальной части, на протяжении трёх кварталов — от реки до Советской улицы была обозначена уже на первом плане генеральной застройки Тюмени в 1766 году. Такой короткой она оставалась до середины XIX века. Позже Водопроводная улица подросла на один квартал — до улицы Хохрякова — и получила выход на Базарную (Торговую) площадь. Дальше, к улице Республики, Водопроводная застраивалась только в середине XX века, когда потребность в рыночной торговле существенно сократилась. На Торговой площади стали формировать главную площадь города Тюмени

### Старая часть улицы

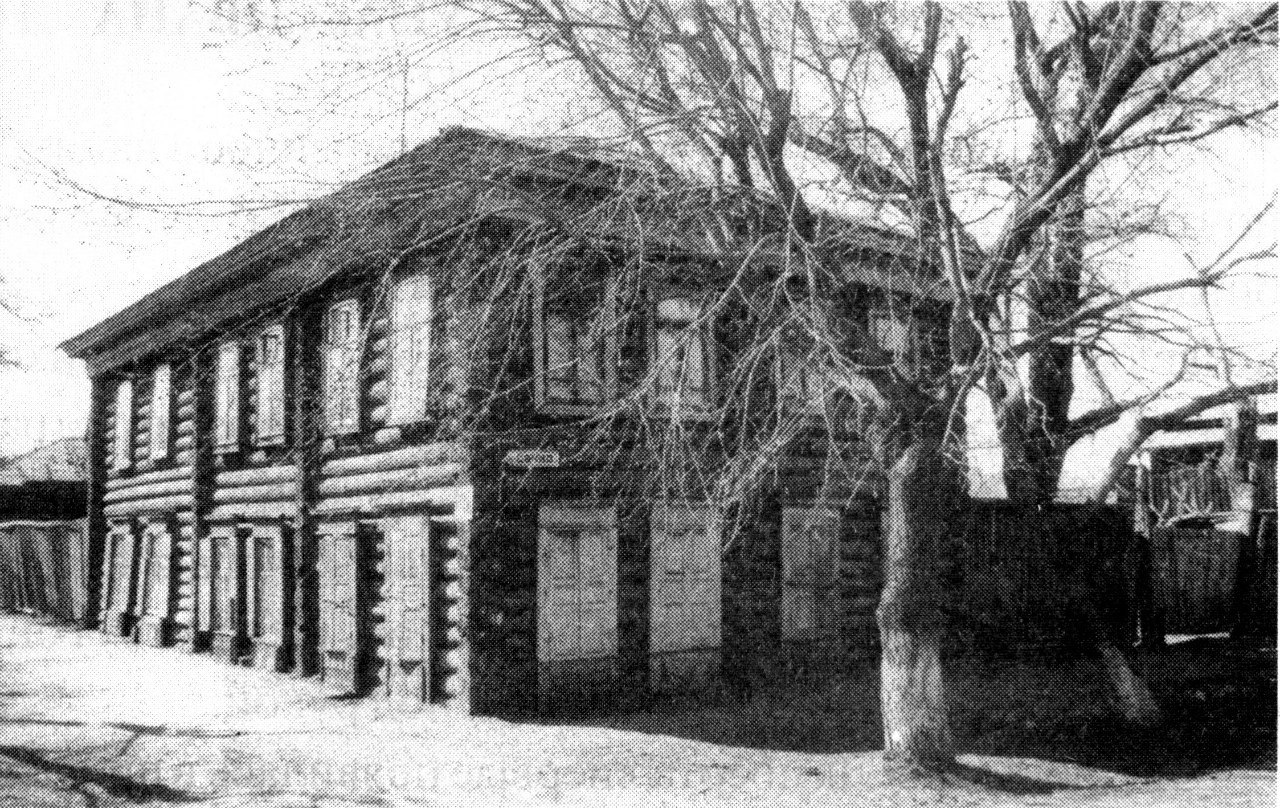
Дом № 16, 1985 г.

В старой части Водопроводной, проложенной через микрорайон Потаскуй, селились именитые купцы. Дом № 16 принадлежал пароходовладельцу И. И. Игнатову, дом № 35 — купцам братьям Егору и Михаилу Меншутиным. Теперь в этом доме располагается Департамент культуры Тюменской области.
Дом № 26 — это дом тюменских мещан Татьяны Ивановны и Павла Александровича Ивановых.
Дом № 28 принадлежал купцу первой гильдии А. И. Текутьеву, бывшему главе города Тюмени. В своём завещании перед смертью в 1916 году Андрей Иванович отписал его городу. Теперь там расположен Тюменский областной государственный институт развития регионального образования (ТОГИРРО). Дом объявлен памятником архитектуры.

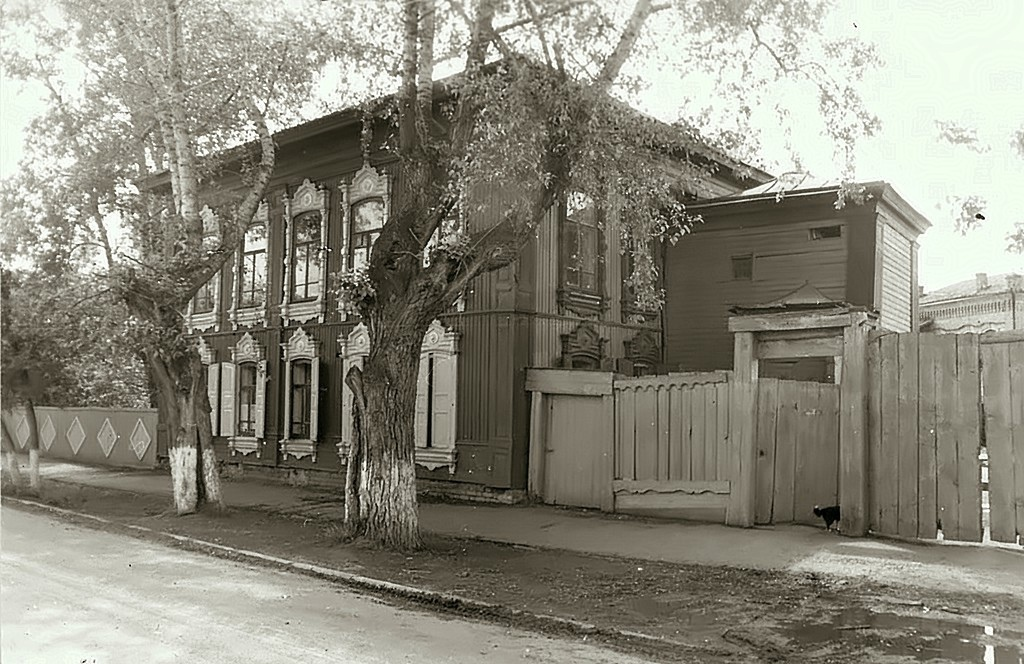
Дом № 26 тюменских мещан Ивановых. 1986—1987 г.

Заканчивается Водопроводная выходом на улицу Ленина, напротив пешеходного Цветного бульвара, бывшего Центрального парка культуры и отдыха.

## Современная улица
Современная Водопроводная улица по степени благоустройства делится примерно на три части.
Первая — квартал между улицами 25 Октября и Осипенко.
Вторая часть улицы- от Осипенко до Советской. Чётная сторона построена в 2003—2005 годах. В этой же части улицы построены особняки-коттеджи, многоэтажные дома «улучшенного качества жизни».
Некоторые дома этой части улицы украшены деревянными наличниками, подоконными досками. Всего на Водопроводной охраняется 11 домов — памятников архитектуры XIX века № 2, 3, 8, 10, 24, 26, 28, 30, 35, 37, 43.

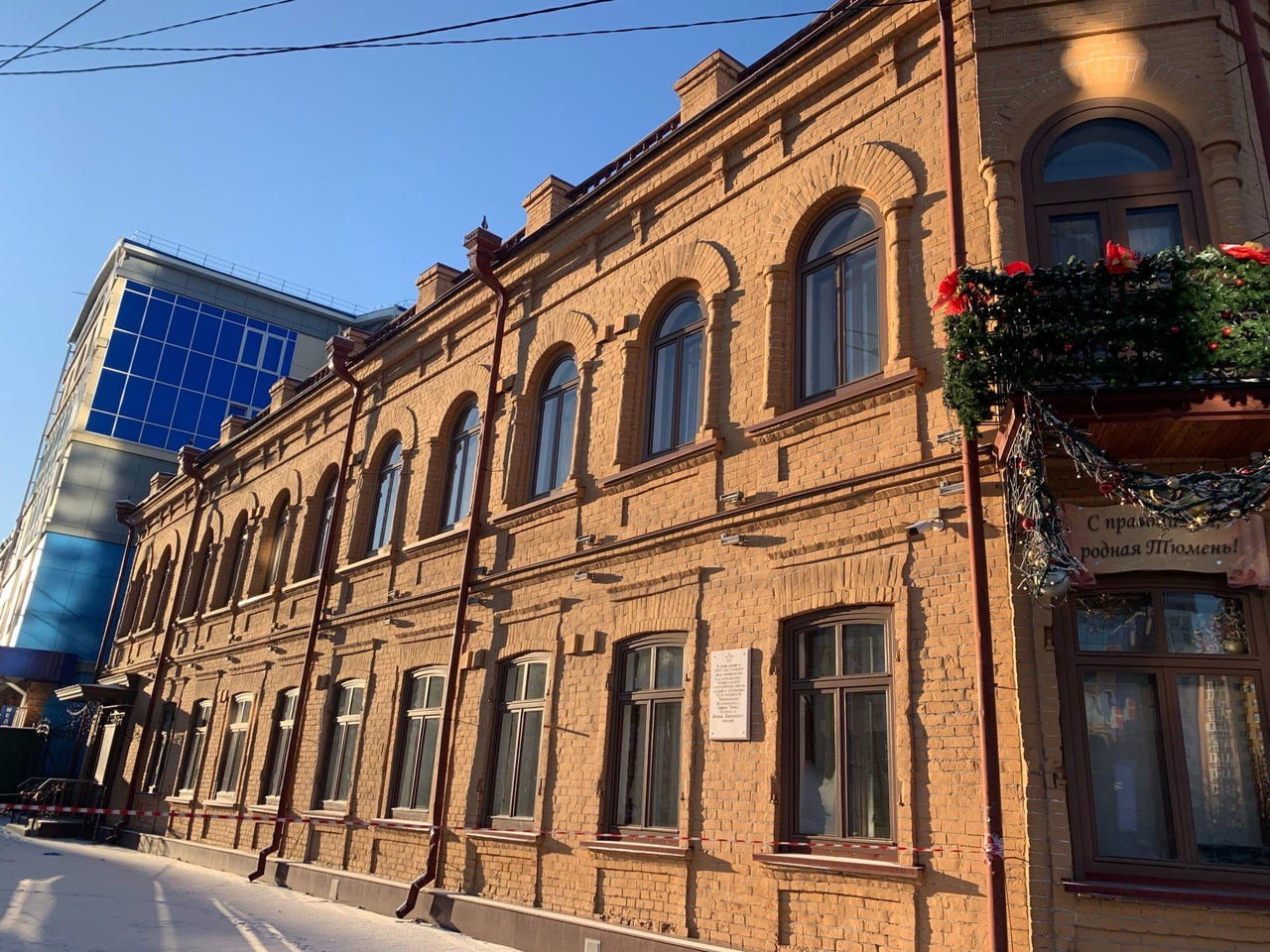
Современное состояние дома Тюменского купца А. И. Текутьева (здание ТОГИРРО)

Третья часть — от Советской до Ленина — более современна, нижние этажи домов увешаны многочисленными вывесками фирм и организаций. На отрезке от Комсомольской до Хохрякова Водопроводная улица в 2005—2007 годах основательно реконструирована. Однако она получилась темноватой: узка для тех высоких домов, которые построили на ней. От улицы Хохрякова левая сторона Водопроводной не застроена, здесь находится Центральная площадь Тюмени, на которой построено здание Администрации области, а за улицей Республики — здание Областной думы
На правой стороне Володарской улицы в доме 38 находится Управление МВД России по Тюменской области, далее магазины и другие организации. Водопроводная улица заканчивается тупиком на улице Ленина.

#### Описание городской среды
Улица расположена в самом центре города Тюмень. Её протяжённость всего 916 метров. Она завершается тупиком, выходя к улице Ленина. Начало улицы выходит к реке, где открывается великолепный вид на набережную. Здесь жители Тюмени могут а провести своё время, спокойно прогуливаясь и любуясь красотой реки Туры. Обернувшись к Водопроводной лицом можно наблюдать небольшую, тихую и весьма уютную улицу. В самом начале этой улице находится уголок тюменского Лондона. Здесь построен дом в английском стиле. Смотрится он довольно гармонично и изящно, чем всегда привлекает внимание прохожих. На данной улице находится большое количество различных продуктовых магазинов и магазинов с одеждой, что немаловажно для Тюменцев. В шаговой доступности расположен дворец культуры «Нефтяник», где часто проходят различные культурные мероприятия. Неподалёку отсюда находится небольшой торговый дом «Пассаж».
Также здесь можно увидеть немало баров и ресторанов. Например, бар «СЕКРЕТЫ» и ресторан сербской кузни «СКАДАРЛИЯ». Двигаясь дальше, перед нами появится большое стеклянное здание. Это бизнес-центр Ермак.
Немало домов являются памятниками культуры. Также недалеко от этой улицы расположена средняя общеобразовательная школа номер 25. Также в пешей доступности расположены аптеки и продуктовые магазины.
Городская среда на протяжении всей улицы незначительно разнится по уровню комфортности. Тротуары достаточно широкие для удобного передвижения людей по ним. Но местами их можно расширить. Зелёные зоны присутствуют, но их недостаточно. Дорожные знаки расставлены на протяжении всей улицы, зон повышенной опасности не наблюдается. Детских площадок довольно мало.
Общее количество жилых многоквартирных домов — 18. Примерное количество людей, проживающих на данной улице — 1080 человек. Фасады домов выглядят хорошо, некоторые из них нуждаются в обновлении. Все необходимое для проживания находится в шаговой доступности. Улица довольно тихая, все довольно удобно расположено, в пользу жителя, что гарантирует проживание без трудностей.

## Сравнение с исторической частью
На ранних снимках Водопроводной улицы видно, как со временем она изменилась в лучшую сторону. Были проложены дороги и тротуары. Отстроены новые жилые и корпоративные здания. Безопасность существенно повышена: установлены дорожные знаки, светофоры, камеры видеонаблюдения и разметка на дороге. Фасады старых домов подверглись реставрации, а некоторые из них были снесены для возведения новых зданий, Установлены фонари, обеспечивающие видимость ночью. Высажены деревья, цветы и кусты — улучшающие внешний вид города, повышающие качество воздуха и контролирующие температуру летом. Магазины одежды, продуктовые и парикмахерские присутствуют в более чем достаточном количестве, и проблем с их поиском не возникает.

## Здания и сооружения

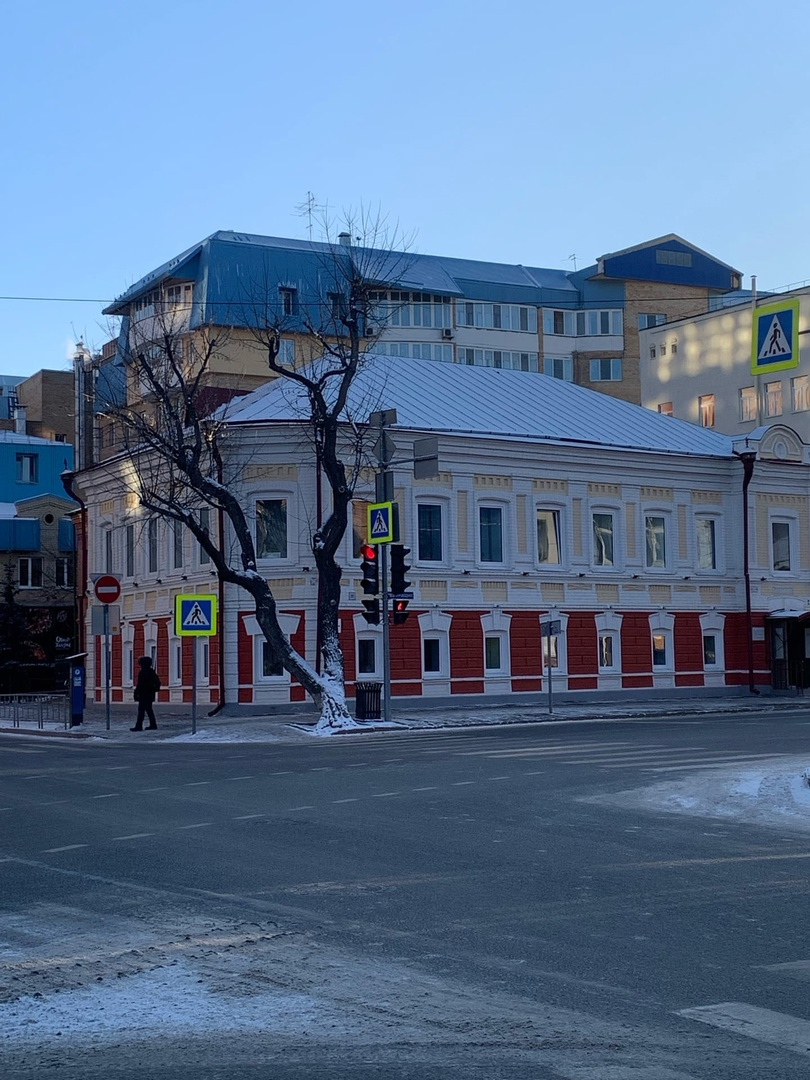
Водопроводная улица, 35, Дом мещан Миншутиных

### Памятки архитектуры деревянного зодчества
- № 16 — принадлежал пароходовладельцу И. И. Игнатову, дяде Михаила Пришвина
- № 26 — дом тюменских мещан Татьяны Ивановны и Павла Александровича Ивановых
- № 28 — принадлежал купцу первой гильдии А. И. Текутьеву, бывшему главе города Тюмени. Сейчас здесь Тюменский областной государственный институт развития регионального образования (ТОГИРРО).
- № 35 — дом братьев мещан Егора и Михаила Меншутиных

### Современные постройки
- № 1 — салон красоты «Trendy London»
- № 2 — школа английского языка «СЕТ»
- № 24 — бар «Секреты», ресторан сербской кухни «Скадарлия»
- № 38 — Управление МВД России по Тюменской области

## Транспорт
В настоящий момент на улице не проходит ни один маршрут общественного транспорта. Ближайшая остановка «дк Нефтяник» находится неподалеку от расположения улицы. Для граждан с личным транспортом вдоль всей улицы расположены платные парковки, движение двухполосное.